# Jean Kugeler
Jean „Jey“ Kugeler (* 18. April 1910 in Schifflingen; † 25. August 1983 in Differdingen) war ein luxemburgischer Kunstturner.

## Biografie
Jean Kugeler startete bei den Olympischen Sommerspielen 1936 in Paris, 1948 in London und 1952 in Helsinki. Er nahm an allen Turnwettkämpfen teil. Sein bestes Einzelresultat gelang ihm mit dem 16. Rang 1936 im Wettkampf an den Ringen.